# Mala Goričica
Mala Goričica – wieś w Słowenii, w gminie Ivančna Gorica. W 2018 roku liczyła 16 mieszkańców.